# Médaille De la Vaulx
La médaille De la Vaulx (en anglais : De la Vaulx Medal) est une récompense de la Fédération aéronautique internationale (FAI).
Créé en 1933 à la mémoire du comte Henry de La Vaulx, fondateur de la FAI, la distinction est décernée aux détenteurs d'un record absolu d'aviation établi l'année précédente.